# Impatiens lemeei
Impatiens lemeei är en balsaminväxtart som beskrevs av H. Léveillé. Impatiens lemeei ingår i släktet balsaminer, och familjen balsaminväxter. Inga underarter finns listade i Catalogue of Life.